# Peter Conrady
Peter Conrady (* 5. Mai 1944 in Bad Oeynhausen) ist ein deutscher Literaturwissenschaftler, Literatur- und Sprachdidaktiker. 

## Leben
Conrady hat an der Pädagogischen Hochschule Westfalen-Lippe und an der Westfälischen Wilhelms-Universität in Münster ein Lehramtsstudium absolviert. Anschließend war er an der Pädagogischen Hochschule Westfalen-Lippe zunächst als wissenschaftlicher Assistent und später als Dozent tätig. Im Jahre 1975 promovierte er zum Doktor in den Erziehungswissenschaften mit einer Arbeit „Schüler beim Umgang mit Texten“. 1979 folgte die Habilitation im Lehrgebiet „Didaktik der Deutschen Sprache und Literatur“ mit einer Arbeit zum „Literaturunterricht im 1. Schuljahr“. Von 1981 bis 2009 war Conrady ordentlicher Professor für deutsche Sprache und Literatur und ihre Didaktik mit Schwerpunkt Primarstufe an der Technischen Universität Dortmund.

## Preise
2005 wurde Conrady mit dem Award of Change der Künstlerin Lucia Dellefant ausgezeichnet. Auszug aus der Begründung für die Vergabe: „Herr Prof. Dr. Peter Conrady hat die Ziele und Projekte der abc-Gesellschaft zur Förderung des Lesen- und Schreibenlernens in der 3. Welt e.V. auf besondere Weise gefördert und einen wichtigen Beitrag im Bereich der Bildung und Erziehung geleistet. Seit vielen Jahren hat er […] als Autor und Herausgeber geholfen, den Schülern einen besseren Start ins Leben zu ermöglichen und die Welt gerechter zu machen. Dabei hat er vielen Lehrern Wege gewiesen, Schule menschlicher und Lernen effektiver zu gestalten.“

## Publikationen (Auswahl)
Zahlreiche Veröffentlichungen zur Kinder- und Jugendliteratur und zur Rezeptionsforschung sowie zur Theorie und Didaktik des Lesens und Schreibens, insbesondere zum Lese- und Schreiberwerb, zur Lese(r)förderung, zu Deutsch als Zweitsprache und zum Fremdsprachenunterricht in der Grundschule - u.a.:
- Schüler beim Umgang mit Texten. Kronberg: Scriptor 1976.
- Interpretationen zu Ingeborg Bachmann. München: Oldenburg 1976.
- Texte und Tätigkeiten - Begründungszusammenhänge und Möglichkeiten für den Umgang mit Texten in der Primarstufe. Münster: mimeo 1978.
- Sprache im Anfangsunterricht. Praxis und Theorie des Unterrichtens (gemeinsam mit W. Wallrabenstein, H. Balhorn und H.J. Tymister). München: Urban & Schwarzenberg 1981.
- ... damit das Lesen Freude macht. Modelle für das Lesen in der Grundschule. Würzburg: Arena 1989.
- Lesen und Lernen - ein Vergnügen. Klassenlektüren für die Klassen 5-10. Würzburg: Arena 1989.
- Sprachunterricht in der Grundschule. Sprachbücher und Alternativen (Hrsg., gemeinsam mit G. Rademacher). Essen: Die Blaue Eule 1990.
- Leseunterricht in der Grundschule. Lesebücher und Alternativen (Hrsg., gemeinsam mit G. Rademacher). Essen: Die Blaue Eule 1993.
- Weiterführendes Lesen. In: Schrift und Schriftlichkeit. Writing And Its Use (= Handbücher zur Sprach- und Kommunikationswissenschaft, Bd. 10.2). Hg. Hartmut Günther/Otto Ludwig. Berlin: de Gruyter 1996, 2. Halbband, S. 1225–1230.
- Rechtschreibboxen: Die deutsche Rechtschreibung für die Klassen 1 bis 6. 1 Magnettafel und 2 Kästen (in Zusammenarbeit mit M. Potthoff). Dorsten 1997.
- Lese(r)förderung an der Hochschule. Projektdokumentation 1996 - 1998. (Hrsg.; gemeinsam mit Thomas Eicher). Oberhausen 1998.
- Leuchtturmprojekt Lese(r)förderung. Eine Dokumentation (Hrsg.; gemeinsam mit Thomas Eicher). Oberhausen 2000.
- Lesen und CD-ROM. Untersuchungen zur Mediennutzung von Jugendlichen: Computer statt Buch oder Buch gegen Computer? Oberhausen 2001.
- Harry Potter im Quadrat. Der unheimliche Erfolg eines Best- und Longsellers. Oberhausen 2003.
- Zum Lesen verlocken. Unterrichtserarbeitungen für die Sekundarstufe (Sammelordner). Würzburg 2003.
- Zum Lesen verlocken. Unterrichtserarbeitungen für die Grundschule (Sammelordner). Würzburg 2003.
- Faschismus in Texten und Medien: Gestern - Heute - Morgen? (Hrsg.). Oberhausen 2004.
- Das SPECTRA Regenbogen-Paket mit 12 Bausteinen zum Lesenlernen und Schreibenlernen (Hrsg.). Essen 2005/2006.